# Naturschutzgebiet Moorer Busch
Das Naturschutzgebiet Moorer Busch ist ein Naturschutzgebiet in Mecklenburg-Vorpommern. Es befindet sich in den Gemeinden Damshagen und Stepenitztal im Landkreis Nordwestmecklenburg fünf Kilometer nordwestlich von Grevesmühlen. Der namensgebende Ort Moor liegt unweit nördlich. Das Schutzgebiet wurde am 15. Juni 1990 ausgewiesen und im Jahr 1993 erweitert. Das Schutzziel besteht in der Wiedervernässung und Renaturierung eines Hochmoores, das über 200 Jahre bis zum Jahr 1990 als Grünland und zum Torfabbau genutzt wurde.
Der Gebietszustand wird als unbefriedigend eingestuft, da der Wasserhaushalt des Moores gestört ist. Die ursprüngliche Regenmoorvegetation ist nicht mehr vorhanden. Ein Begehen der Flächen ist teilweise über einen von Moor in das Gebiet führenden Weg möglich.